# Big Raccoon Creek
Der Big Raccoon Creek (aus dem Englischen: big für „groß“, raccoon für „Waschbär“, creek für „Bach“ oder „kleinerer Fluss“) ist ein linker Nebenfluss des Wabash River im US-Bundesstaat Indiana. Der Fluss ist etwa 130 km lang und entwässert ein Areal von 1346 km².
Der Big Raccoon Creek entspringt im Boone County im westlichen Zentral-Indiana 10 km westlich von Lebanon. Er fließt im Oberlauf in südwestlicher Richtung durch die Countys Montgomery und Putnam. Die Ortschaft Ladoga liegt am Flusslauf. Der Fluss wird später im Parke County zu Zwecken der Abflussregulierung zum Cecil M. Harden Lake aufgestaut. Auf einer Halbinsel am Stausee befindet sich die Raccoon State Recreation Area. Der Fluss passiert die Ortschaften Mansfield und Bridgeton und wendet sich später nach Nordwesten. Der Big Raccoon Creek passiert im Unterlauf die Orte Coxville und Mecca und mündet schließlich südlich von Montezuma in den Wabash River. Oberhalb von Coxville mündet der Little Raccoon Creek von rechts in den Fluss. Der Big Raccoon Creek ist unterhalb des Cecil M. Harden Lake mit dem Kanu befahrbar.

## Historische Brücken
Entlang dem Flusslauf des Big Raccoon Creek befinden sich bzw. befanden sich mehrere gedeckte Brücken (covered bridges):
- Mecca Covered Bridge (1873 errichtet, 1964 Verkehr eingestellt, 1993 erneuert)
- Portland Mills Covered Bridge (1856 errichtet, vor dem Aufstau des Cecil M. Harden Lake 1961 zum Little Raccoon Creek verlegt, 1996 renoviert)
- Mansfield Covered Bridge (1867 errichtet, 1990 erneuert)
- Conley's Ford Covered Bridge (1907 errichtet)
- Bridgeton Covered Bridge (2006 durch eine Rekonstruktion ersetzt)
- Jeffries Ford Covered Bridge (1915 errichtet, am 2. April 2002 durch Feuer zerstört)
- Roseville Covered Bridge (1910 errichtet, 1977 erneuert)

Weitere historische Brücken am Big Raccoon Creek:
- Sutherlin Ford Bridge (Truss-Brücke, 1906 errichtet)